# Hiếu Ai Triết Hoàng hậu
Hiếu Ai Triết Hoàng hậu (chữ Hán: 孝哀悊皇后, 20 tháng 11 năm 1610 - 25 tháng 4 năm 1644), thường gọi là Ý An Hoàng hậu (懿安皇后), là Hoàng hậu duy nhất dưới triều Minh Hy Tông Thiên Khải Hoàng đế.
Bà trở thành một vị Hoàng hậu rất nổi tiếng, khi có tranh chấp quyết liệt với vị đại hoạn quan khuynh triều khi ấy là Ngụy Trung Hiền, và thành công giúp Minh Tư Tông Sùng Trinh Đế lên ngôi. Nhiều thuyết cho rằng Trương Hoàng hậu đã tự sát khi nhà Minh sụp đổ.

## Tiểu sử
Hiếu Ai Triết Hoàng hậu họ Trương (张姓), sinh ngày 6 tháng 10 (âm lịch) vào năm Vạn Lịch thứ 38 (1610) thời Minh Thần Tông, nguyên quán ở Tường Phù (祥符), ngày nay là thành phố Khai Phong. Bà là con gái của Thái Khang hầu Trương Quốc Kỉ (張國紀). Theo dã sử, Trương Hoàng hậu có danh xưng là Yên (嫣), tự là Tổ Nga (祖娥), tiểu tự là Bảo Châu (寶珠). Trong dân gian quen xưng Hoàng hậu là Trương Bảo Châu.

## Đăng ngôi Hoàng hậu
Năm Thiên Khải nguyên niên (1621), tháng 2, Thiên Khải Đế kế vị, Lễ bộ thỉnh tuyển thục nữ cho ngôi vị Chính cung, tháng 4 Trương thị được sách phong Hoàng hậu. Trương Bảo Châu được chọn ngôi Hoàng hậu. Phụ thân Hoàng hậu là Trương Quốc Kỉ tôn quý nhờ nhi nữ, tiên phong Hồng Lư tự khanh (鴻臚寺卿), tái phong thành trung quân đô đốc Đồng Tri (同知), hậu phong Thái Khang bá (太康伯); đến đời Sùng Trinh Đế được gia phong Thái Khang hầu (太康侯).
Sử sách ghi lại, Trương Hoàng hậu có dung mạo đoan trang, mặt như Bồ Tát, mắt như sóng nước hồ thu, miệng như hoa, mũi dọc dừa, răng đều tăm tắp. Không chỉ có dung nhan hơn người, bà còn được ví như bậc “Mẫu nghi thiên hạ”. Bà cực kỳ không thích Ngụy Trung Hiền và Phụng Thánh Phu nhân Khách Thị, nhũ mẫu của Hy Tông, vì hai người chuyên liên kết bè phái để tạo dựng thanh thế, hại người trung lương. Với thân phận Hoàng hậu, bà nhiều lần áp chế Khách Phu nhân, khiến cả hai người ôm hận.
Năm Thiên Khải thứ 3 (1623), Trương Hoàng hậu có thai một Hoàng tử, tức Hoài Trùng Thái tử Chu Từ Nhiên, nhưng cuối cùng bị Ngụy - Khách bè đảng hãm hại sinh ra tử thai, và từ đó Trương Hoàng hậu không thể mang thai được nữa. Thế nhưng, Trương Hoàng hậu sau vụ việc vẫn không kiêng dè bè đảng Ngụy - Khách, mà còn cố gắng khuyên Hy Tông giảm bớt sự ảnh hưởng của Khách Phu nhân, Tránh tiểu nhân, gần hiền nhân (遠小人，近賢人). Có lần, Hy Tông thấy Hoàng hậu đọc một quyển sách thư, tiện hỏi là sách gì, bà trả lời rằng là Triệu Cao truyện (趙高傳), Hy Tông mặc nhiên không hỏi gì nữa.
Vào một ngày, tại cổng hoàng cung có thư nặc danh, kể tội trạng của Ngụy Trung Hiền rành rành, khiến y hoài nghi phụ thân của Hoàng hậu là Trương Quốc Kỉ cùng Thiệu Phụ Trung (邵輔忠), Tôn Kiệt (孫傑) xúi giục, vì thế ra lệnh đại sát các đại thần Đông Lâm đảng (東林黨), nhằm làm thế lực của Hoàng hậu bị triệt hạ. Theo mưu đồ của Ngụy Trung Hiền, y còn muốn nhân đó phế Hoàng hậu mà lập con gái của em trai y, Ngụy Lương Khanh (魏良卿) làm Hoàng hậu.
Trong thời gian Ngụy Trung Hiền tàn sát các đại thần Đông Lâm đảng, chư đại thần phát giác ý đồ xấu của họ Ngụy, bèn cùng lũ lượt dâng sớ hạch tội Trương Quốc Kì, Đại học sĩ Lý Quốc Phổ (李国普) thượng tấu: "Hoàng đế và Hoàng hậu, tương đương Cha mẹ của một nước, hà cớ gì có thể xúi giục cha giết mẹ chăng ?". Trương Quốc Kì nhân đó bảo toàn tính mạng, cáo bệnh từ quan và về quê.
Năm Thiên Khải thứ 7 (1627), Minh Hy Tông bệnh nặng, truyền mệnh cho em trai là Tín vương Chu Do Kiểm kế vị, tức Minh Tư Tông Sùng Trinh Hoàng đế. Tân đế Sùng Trinh đăng cơ, không thể thiếu được công lao khuyến khích của Trương Hoàng hậu, nên sau khi đăng cơ ông đã cho xử tử Ngụy - Khách bè đảng, khôi phục lại triều đình.
Do thân phận là Hoàng tẩu, Trương Hoàng hậu không được tôn làm Thái hậu mà được tôn thêm huy hiệu để phân biệt với Chu Hoàng hậu, vợ của Sùng Trinh Đế vừa kế vị, gọi là Ý An Hoàng hậu (懿安皇后). Trương Quốc Kì được gọi về triều, trao lại tôn hiệu bá tước như cũ.

## Sau khi nhà Minh sụp đổ
Năm Sùng Trinh thứ 17 (1644), Lý Tự Thành công hãm đô thành, Minh triều diệt vong. Sùng Trinh Đế buộc Chu Hoàng hậu tự sát, chém trọng thương Viên Quý phi cùng Trưởng nữ 15 tuổi Trường Bình Công chúa, tự tay giết chết đứa con gái yêu mới 6 tuổi Chiêu Nhân Công chúa. Sau đó, Sùng Trinh phái thái giám truyền khẩu dụ của mình, yêu cầu Hoàng tẩu Ý An Hoàng hậu cùng Lý Thái phi cũng tuẫn táng chết theo, đó là ngày 13 tháng 9 (tức ngày 25 tháng 4 dương lịch).
Về sau, Thanh Thế Tổ Thuận Trị Hoàng đế hợp táng Ý An Hoàng hậu cùng Minh Hy Tông vào Đức lăng (永陵). Năm 1645, Minh An Tông nhà Nam Minh ban thụy hiệu là Hiếu Ai Từ Tĩnh Cung Huệ Ôn Trinh Giai Thiên Hiệp Thánh Triết Hoàng hậu (孝哀慈靖恭惠溫貞偕天協聖悊皇后).